# Герб Мени
Герб Ме́ни — геральдичний символ міста Мени Менського району Чернігівської області (Україна), затверджений 22 серпня 2012 двадцятою сесією шостого скликання Менської міської ради. Автор — член Українського геральдичного товариства Лісниченко Олександр.
До 22 серпня 2012 року місто не мало затвердженого герба та прапора.

## Історія
У XVIII ст. місто мало статус ратушного містечка і використовувало свій герб.
Збереглася Менська сотенна печатка 1750: у щиті покладені навхрест шабля і стріла, між якими хрест. На підставі малюнка печатки іноді реконструюється історичний герб Мени: у червоному полі срібні шабля і стріла навхрест, над ними золотий розширений хрестик.

Герб міста XVIII ст. (реконструкція)
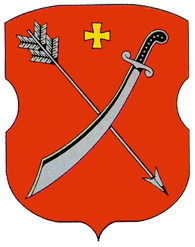
Герб міста XVIII ст. (реконструкція)
Герб міста радянського періоду

## Опис герба
Щит скошений справа на верхнє пурпурове і нижнє зелене поля. У щиті перехрещені срібна стріла і срібна шабля з золотим руків'ям вістрями вниз. Угорі золотий хрест з розширеними кінцями.

## Трактування символіки
Символи взяті з печатки Менської козацької сотні (1750-і роки). Козацька зброя — традиційна символіка українських міст, які мають давні історичні традиції, пов'язані з козацтвом. Це символіка боротьби за свободу рідного краю від поневолювачів. Пурпуровий колір — традиційна барва козацьких знамен, а зелений — символізує природу Менщини та є одним з кольорів прапора Чернігівщини. Срібна міська корона над щитом вказує на статус міста. Щит подається в декоративному картуші у стилі українського бароко, розробленому і рекомендованому Українським геральдичним товариством з метою уніфікації оформлення муніципальних гербів і надання їм загальноукраїнського національного колориту.